# Paraneetroplus synspilus
Paraneetroplus synspilus (Hubbs, 1935)  è un pesce d'acqua dolce appartenente alla famiglia Cichlidae ed alla sottofamiglia Cichlasomatinae.

## Habitat e Distribuzione
Proviene dai fiumi del Guatemala, del Belize e del Messico, dove sta in prossimità della foce o comunque sempre verso la fine del corso d'acqua. Può sopravvivere abbastanza a lungo nell'acqua salmastra.

## Descrizione
Presenta un corpo alto, compresso lateralmente e non allungato. Il colore di base è marrone o giallastro, che però diventa rosso-rosato sulla testa e sulla gola, soprattutto nel maschio, che è più grande e che può inoltre sviluppare una vistosa gobba sopra la testa. Lungo il corpo sono distribuite irregolarmente delle macchie più scure. Le pinne sono dello stesso colore del corpo ed allungate, specialmente la pinna dorsale e quella anale. La pinna caudale non è biforcuta. La lunghezza massima registrata è di 35 cm.

## Biologia

### Alimentazione
Ha una dieta principalmente erbivora e si nutre quindi di alghe.

### Riproduzione
Gli esemplari di questa specie raggiungono la maturità sessuale quando le loro dimensioni si aggirano intorno ai 10 cm. È una specie ovipara ed i genitori stanno di guardia alle uova finché non si schiudono.

## Conservazione
Questa specie non è valutata dalla lista rossa IUCN, ma comunque non sembrano esserci particolari minacce perché non viene mai pescato per essere mangiato e raramente per l'acquariofilia.